# Anales anianenses

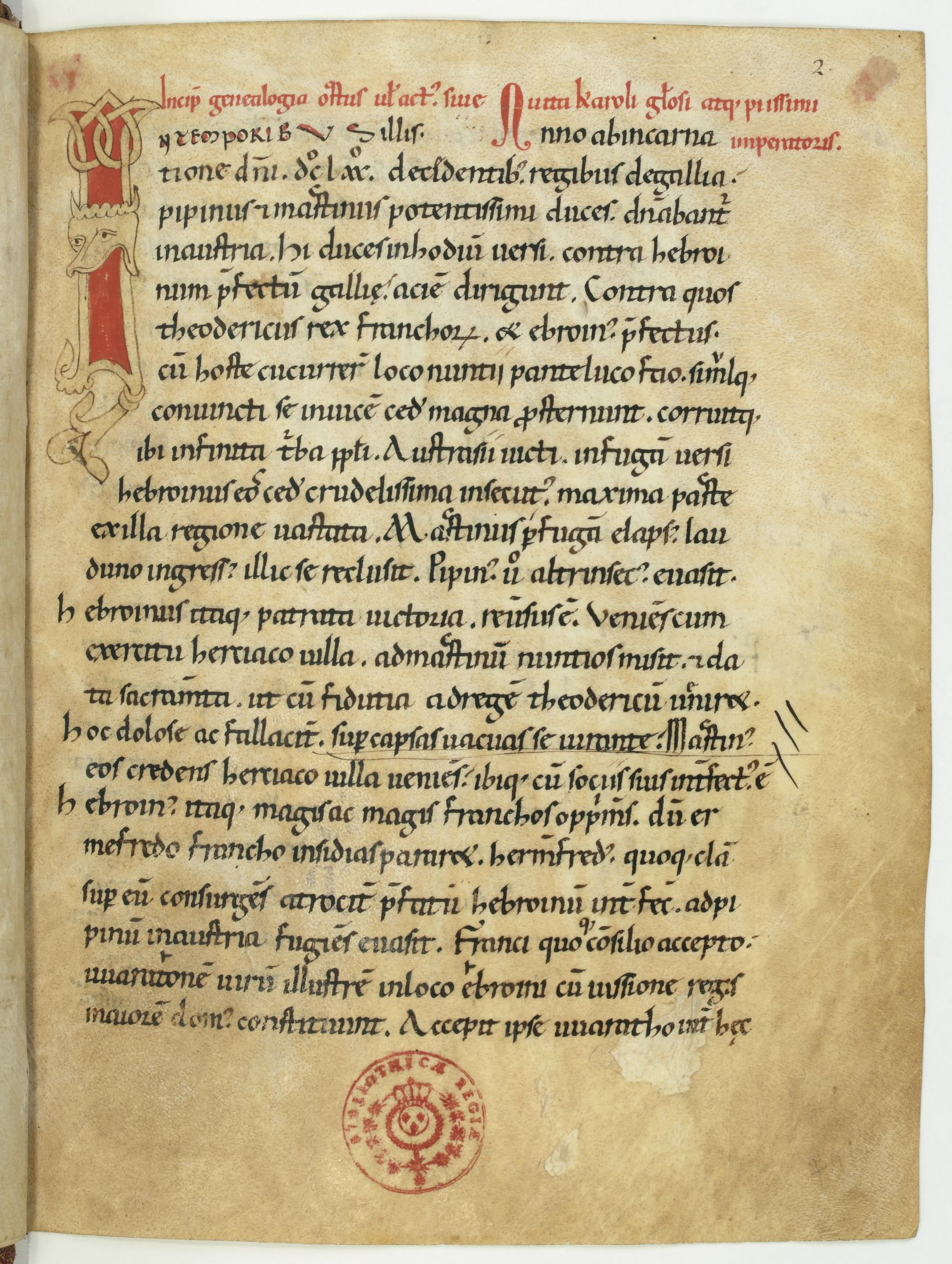
Primera página de los Anales anianenses (BN lat. 5941, fol. 2r).

Los Anales anianenses o Crónica anianense es un manuscrito medieval anónimo en latín que narra cronológicamente acontecimientos locales e imperiales del reino franco y la dinastía carolingia desde el año 670 al 840.

## Descripción
La crónica fue escrita por un monje de la antigua abadía de Aniano en el sur de Francia. La fecha de su redacción es desconocida, oscila entre el siglo IX y el XII. Esta crónica, o alguna otra relacionada, se utilizó probablemente como fuente para el Chronicon Alterum Rivipullense, elaborado antes de 985.
El único manuscrito conservado de los Anales anianenses pertenece desde 1718 a la Biblioteca Nacional de Francia, procedente de la colección particular del erudito Étienne Baluze.
La crónica narra la historia y ascenso de la dinastía carolingia desde el año 670 y la batalla de Lucofao hasta la muerte de Ludovico Pío en 840. No contiene material original pero es la única fuente de valor para los años de transición de la dinastía merovingia a la carolingia. Entre los años 670-812 se basa en las mismas fuentes que la crónica de Moissac. Para los años posteriores hasta el 818 los anales anianenses se basan en la Vita Karoli Magni de Eginardo para apoyar la información de que Carlomagno fundó el monasterio. A partir del año 813 esta crónica se diferencia de la crónica moissiacense mostrando poco interés por asuntos daneses o eslavos e intenta sustituirlos por informaciones del sur de Francia.